# 日本選手権水泳競技大会
日本選手権水泳競技大会（にほんせんしゅけんすいえいきょうぎたいかい）は、水泳競技日本一を決める水泳競技会である。大会は競泳（50m・25m）・飛込・水球・アーティスティックスイミング、オープンウォータースイミングの5部門6大会からなる。本項では競泳競技（50m）について述べる。

## 概要
大会は競泳・飛込・水球・アーティスティックスイミング、オープンウォータースイミングの5部門6大会からなる。日程・会場それぞれの部門別に別日程・別会場で行われる。各競技会の正式名称は、「第○回日本選手権水泳競技大会○○競技」となる。第○回は競泳25m以外は共通である。
競泳競技には、第81回大会（2005年）よりJAPAN SWIM（ジャパンスイム）という呼称が取り入れられている。アーティスティックスイミング競技は、JAPAN SYNCHRO CHAMPIONSHIP OPEN（ジャパンオープン）も兼ねており、海外招待選手も交えて実施されている。
2011年よりそれまでの日本短水路選手権水泳競技大会も日本選手権水泳競技大会競泳競技 (25m)（現在の正式名称は日本選手権(25m)水泳競技大会）と改められ、水泳の「日本選手権」は6部門となった。競泳(25m)のみ他の部門と会次が異なる。
競泳競技以外の部門は、日本選手権水泳競技大会飛込競技、日本選手権水泳競技大会水球競技、日本選手権水泳競技大会アーティスティックスイミング競技、日本選手権水泳競技大会オープンウォータースイミング競技、日本選手権(25m)水泳競技大会を参照。
本項では競泳競技について記述する。
この大会において、世界選手権やオリンピックなどの代表選手を選考する。五輪開催年では、五輪種目のみ行われ、一部種目を除いて準決勝が行われる。
競泳競技では、決勝レースにおいて日本水泳連盟の定める派遣標準記録を突破し、かつ上位2位以内に入った選手が自動的に代表権を獲得する。第84回大会“JAPAN SWIM 2008”においては、リレー競技を含め31名の選手が北京五輪の代表権を獲得した。
ホスト放送局はNHKであるが、世界水泳選手権との関係でテレビ朝日とも協力する。全種目優勝者は、レース直後にNHKのスポーツアナウンサーによるフラッシュインタビューを受ける。地上波では総合テレビで決勝レースを生中継されるが、国会中継などの状況によってはBS1のリレー放送もある。

### 歴史
大会開催は1914年8月10日に大森海岸で開催された第1回水上選手権（極東選手権の選考会兼）まで遡るもので、主催者は大日本体育協会だった。日本水泳連盟（当時は大日本水上競技連盟）が成立してからの第1回大会は1925年10月に第2回明治神宮競技大会を兼ねて第1回全日本選手権水上競技大会として開催された。
1920年アントワープオリンピック、1928年アムステルダムオリンピック、1932年ロサンゼルスオリンピックは代表選考会を日本選手権とは別に開催したが、1936年ベルリンオリンピックは選考会を日本選手権を兼ねて開催した。1924年パリオリンピック競泳日本代表は関東大震災の影響で選考会を開けなかったので、前年の成績を元に選出された。
戦争の影響で1941年の日本選手権は開催できず、東京選手権として規模を縮小して開催された。1943年から45年の3年間は日本選手権が中止となった。
終戦から2ヶ月後に日本水泳連盟が活動を再開し、1946年に第1回国民体育大会を兼ねて4年ぶりとなる第22回日本選手権が開催された。
以降、2011年の東日本大震災による中止をはさんで、2014年で第90回目を迎えた。

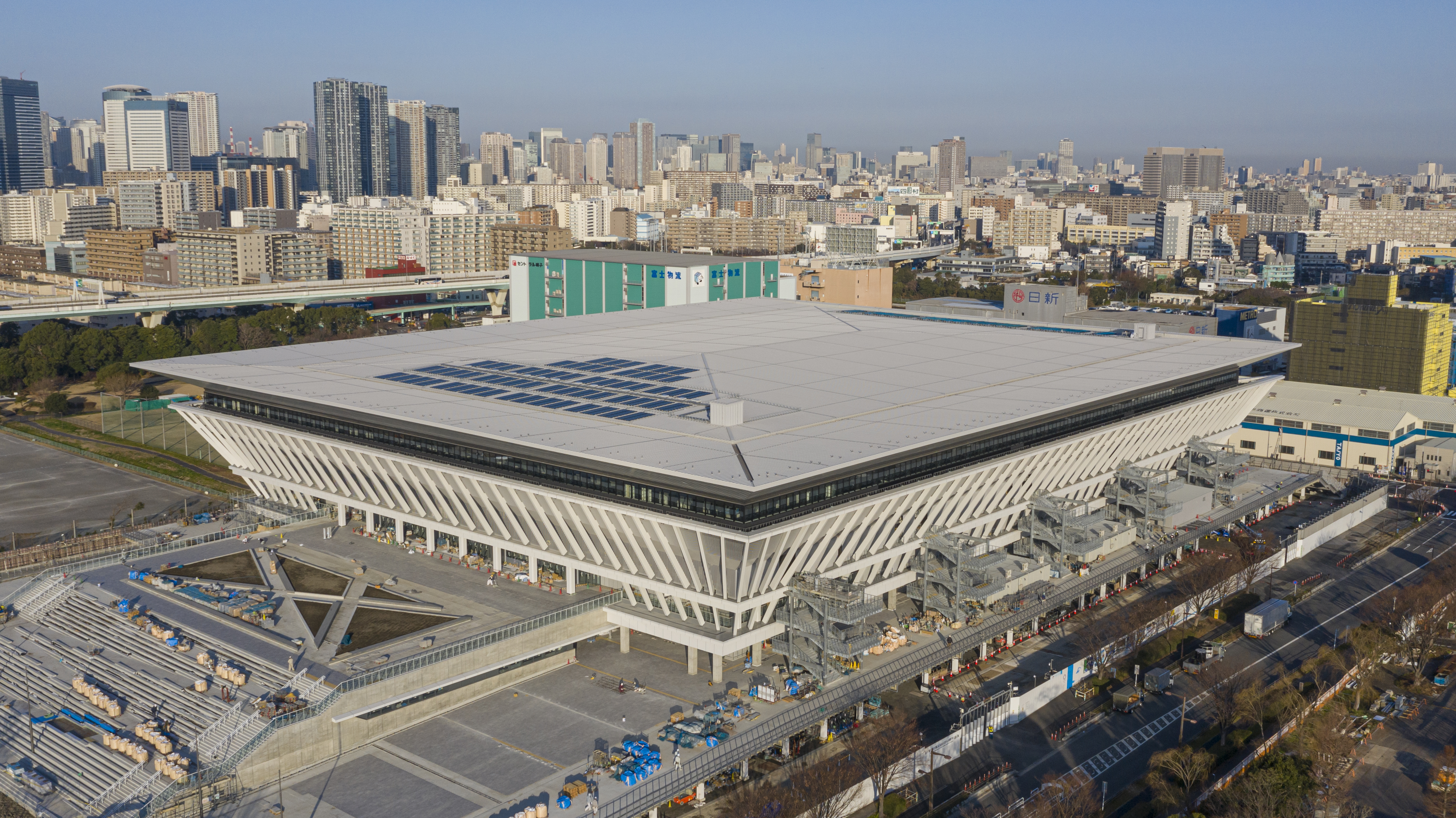
会場として使用される東京アクアティクスセンター

会場については、戦前は明治神宮水泳場で開催されていた。1964年東京オリンピック以降は大型のプールが必要となることから、主に首都圏のプール（国立代々木競技場、東京体育館、東京辰巳国際水泳場、現在の主会場東京アクアティクスセンター、千葉県国際総合水泳場、横浜国際プール）が会場となっている。
- 第85回大会“JAPAN SWIM 2009”は、古橋廣之進記念浜松市総合水泳場(ToBiO)にて開催された。首都圏外での競泳日本選手権の開催は1995年の広島県福山市緑町公園屋内競技場以来、14年ぶりのことであり、かつ、静岡県浜松市では初の開催であった。第86回大会“JAPAN SWIM 2010”は、東京辰巳国際水泳場で首都圏で2年ぶりのメイン会場として開催された。

第87回（2011年）は東京辰巳国際水泳場で開催される予定であったが東日本大震災により会場が損傷したため中止。代替としてToBiOで国際大会代表選手選考会兼震災チャリティー大会が開催された。第87回は欠番として、2012年は第88回大会とする。
2020年（令和2年）3月13日、日本水泳連盟は、新型コロナウイルスの感染を受け、東京五輪代表選考会を兼ねた第96回日本選手権を4月2日から6日間とし、無観客で実施することを発表した。また、200m以下の全種目は準決勝を省略し、予選と決勝のみに変更した。しかし、3月25日、日本水泳連盟は、小池百合子・東京都知事の会見により、新型コロナウイルスの爆発的拡大が目前に迫る状況下、やむなく中止の判断に至った。その後、12月に改めて選考会を兼ねずに日本選手権を開催。
しかし2024年度は世界水泳ドーハ2024との兼ね合いにより翌年3月開催にされたためパリ五輪選考会は日本選手権としては実施しない（パリ五輪選考は2024年3月に「国際大会代表選手選考会」として東京アクアティクスセンターにて開催。）。

### 派遣標準記録
この項は主に競泳部門に関することであり、他の部門については国際大会における成績が出場資格付与に大きく関わっている。
水泳に限らず、各競技においては、参加者が多くなりすぎることを防ぐため、成績によって大会に参加できる人数に制限を加えている。競泳日本選手権においても、日本水泳連盟が指定した大会において一定の成績を収めた選手だけに、出場資格を与えている。
これとは別に、世界水泳連盟(世界水連)の定めに基づき、日本水泳連盟は国際大会における日本代表選手を選考するための独自基準を設けている。その基準は世界水連規定よりもさらに厳しく、日本選手権前年の世界水泳選手権を基に決められたものであり、レベルは非常に高い。カテゴリと設定タイムの目安は以下の通り。
- 派遣標準記録S…世界水泳選手権優勝タイム
- 派遣標準記録I…世界水泳選手権銅メダル相当タイム
- 派遣標準記録II…世界水泳選手権決勝進出タイム

国際大会の代表権は派遣標準記録IIを突破し、かつ決勝で2位以内に入った選手に自動的に与えられ、リレー選手の選考を除いてはこれ以外の方法では一切選考されない。このため、日本記録を樹立しても代表に選考されない場合がある。
リレー選手の選考に関しては、自由形リレーの場合は自由形（400mリレーの場合は100m、800mリレーの場合は200m）の決勝上位4名の合計タイムがリレー派遣標準記録IIを突破した場合、メドレーリレーは各種目（背泳ぎ・平泳ぎ・バタフライ・自由形）100mの優勝者の合計タイムが派遣標準記録IIを突破した場合に代表権が与えられる。リレー派遣標準Iは国際大会6位以内、リレー派遣標準IIは12位以内を参考に設定されている。
派遣標準記録を突破した1位の選手が3名以上または2位が2名以上となった場合は、スイムオフにより代表を決定する。リレー選考に関しても、同着・同タイムなどが生じた場合はスイムオフを行う。
派遣標準記録が明確に定められるきっかけとなったのは、2000年のシドニー五輪の代表選考会である。女子200m自由形の優勝者千葉すずと男子100m背泳ぎで勝った大石隆文が代表から落選。これを不服とした千葉がスポーツ仲裁裁判所（CAS）に仲裁を申し立て、その結果、CASは日本水泳連盟に対し「選考基準が曖昧だった」として訴訟費用の一部負担を申し渡した（千葉は最終的には代表には選ばれなかった）。この裁定により、それまでの「日本選手権で2番以内に入れば代表は内定」という暗黙のルールが見直され、記録が重視されるようになった。

## 実施種目（男女とも同じ）
- 自由形（50m, 100m, 200m, 400m, 800m, 1500m）
- 平泳ぎ（50m, 100m, 200m）
- 背泳ぎ（50m, 100m, 200m）
- バタフライ（50m, 100m, 200m）
- 個人メドレー（200m, 400m）

### 表彰
一部の種目は記念杯が授与される。
- 古橋杯（男子400m自由形優勝者）元世界記録保持者古橋廣之進の栄誉を称えたもの
- 柴田杯（女子800m自由形優勝者）アテネオリンピック800m自由形金メダリスト柴田亜衣の栄誉を称えたもの
- 橋爪杯（男子1500m自由形優勝者）ヘルシンキオリンピック1500m自由形銀メダリスト橋爪四郎の栄誉を称えたもの
- 鈴木杯（男子100m背泳ぎ優勝者）ソウルオリンピック100m背泳ぎ金メダリスト鈴木大地の栄誉を称えたもの
- 清川杯（女子100m背泳ぎ優勝者）ロスオリンピック100m背泳ぎ金メダリスト・ベルリンオリンピック銅メダリスト清川正二の栄誉を称えたもの
- 奥田杯（女子200m背泳ぎ優勝者）イトマンスイミングスクール名誉会長奥田精一郎の栄誉を称えたもの
- 田口杯（男子100m平泳ぎ優勝者）ミュンヘンオリンピック100m平泳ぎ金メダリスト田口信教の栄誉を称えたもの
- 金藤杯（女子100m平泳ぎ優勝者）リオオリンピック200m平泳ぎ金メダリスト金藤理絵の栄誉を称えたもの
- 北島杯（男子200m平泳ぎ優勝者）アテネ・北京オリンピック100m・200m平泳ぎ2大会連続2冠北島康介の栄誉を称えたもの
- 岩崎杯（女子200m平泳ぎ優勝者）バルセロナオリンピック200m平泳ぎ金メダリスト岩崎恭子の栄誉を称えたもの
- 青木杯（女子100mバタフライ優勝者）ミュンヘンオリンピック100mバタフライ金メダリスト青木まゆみの栄誉を称えたもの

### かつて行われていた種目
- 400m平泳ぎ
- 4×50mフリーリレー
- 4×100mフリーリレー
- 4×200mフリーリレー
- 3×100mメドレーリレー
- 4×100mメドレーリレー

### かつて行われていた表彰
没後20年を経過したことなどで廃止された表彰
- 浅間杯（男子50m自由形優勝者）元50m自由形日本記録保持者高橋成夫（浅間善次郎）の栄誉を称えたもの
- 高石杯（男子100m自由形優勝者）アムステルダムオリンピック100m自由形銅・800mリレー銀メダリスト高石勝男の栄誉を称えたもの
- 遊佐杯（男子200m自由形優勝者）ロス・ベルリンオリンピック800mリレー2大会連続金メダリスト遊佐正憲の栄誉を称えたもの
- 橋爪杯（女子800m自由形優勝者）対象種目が男子1500m自由形に変わった
- 松沢杯（男子1500m自由形優勝者）ロス・ベルリンオリンピック競泳日本代表監督を務めた松沢一鶴の栄誉を称えたもの
- 清川杯（男子100m背泳ぎ優勝者）対象種目が女子100m背泳ぎに変わった
- 鶴田杯（男子200m平泳ぎ優勝者）アムステルダム・ロスオリンピック200m平泳ぎ2連覇を達成した鶴田義行の栄誉を称えたもの
- 前畑杯（女子200m平泳ぎ優勝者）ロスオリンピック200m平泳ぎ銀メダリスト・ベルリンオリンピック金メダリスト前畑秀子の栄誉を称えたもの
- 田畑杯（女子200mバタフライ優勝者）元日本水泳連盟会長田畑政治の栄誉を称えたもの

## 歴代開催地

### 全日本体育協会主催時代
| 回 | 年度 | 期日           | 会場                   | 備考   |
| -- | ---- | -------------- | ---------------------- | ------ |
| 1  | 1914 | 8月10日        | 大森海岸               | [ 20 ] |
| 2  | 1915 | 8月20日        | 芝浦運河               | [ 20 ] |
| 3  | 1916 | 9月8日         | 赤羽・日本製麻会社溜池 | [ 21 ] |
| 4  | 1918 | 8月31日        | 鳴尾運動場             | [ 22 ] |
| 5  | 1920 | 8月28日～29日  | 生麦三笠湾池           | [ 23 ] |
| 6  | 1921 | 9月24日～25日  | 生麦三笠湾池           | [ 24 ] |
| 7  | 1922 | 10月17日～18日 | 調布・金子プール       | [ 25 ] |
| 8  | 1923 | 10月10日～11日 | 芝公園プール           | [ 26 ] |
| 9  | 1924 | 8月14日～15日  | 芝公園プール           | [ 27 ] |

### 日本水泳連盟主催時代
| 回  | 年度 | 期日             | 会場                                          | 備考                                                                                   |
| --- | ---- | ---------------- | --------------------------------------------- | -------------------------------------------------------------------------------------- |
| 1   | 1925 | 10月10日～11日   | 芝・玉川プール                                | 兼第2回明治神宮水上競技大会                                                            |
| 2   | 1926 | 8月14日～15日    | 京都二商プール                                | [ 29 ]                                                                                 |
| 3   | 1927 | 7月30日～31日    | 玉川プール                                    | [ 30 ]                                                                                 |
| 4   | 1928 | 10月6日～7日     | 京都二商プール                                | [ 31 ]                                                                                 |
| 5   | 1929 | 8月3日～4日      | 玉川プール                                    | [ 32 ]                                                                                 |
| 6   | 1930 | 8月22日～24日    | 明治神宮水泳場                                | アメリカ参加                                                                           |
| 7   | 1931 | 10月1日～4日     | 明治神宮水泳場                                | 兼第6回明治神宮水上競技大会                                                            |
| 8   | 1932 | 9月30日～10月2日 | 明治神宮水泳場                                | [ 35 ]                                                                                 |
| 9   | 1933 | 8月12日～14日    | 明治神宮水泳場                                | [ 36 ]                                                                                 |
| 10  | 1934 | 8月11日～13日    | 明治神宮水泳場                                | アメリカ参加                                                                           |
| 11  | 1935 | 10月4日～6日     | 明治神宮水泳場                                | 兼第8回明治神宮水上競技大会                                                            |
| 12  | 1936 | 5月29日～31日    | 明治神宮水泳場                                | 兼ベルリン五輪最終予選                                                                 |
| 13  | 1937 | 8月14日～16日    | 明治神宮水泳場                                | アメリカ参加                                                                           |
| 14  | 1938 | 8月19日～21日    | 甲子園プール                                  | [ 40 ]                                                                                 |
| 15  | 1939 | 8月12日～14日    | 明治神宮水泳場                                | [ 41 ]                                                                                 |
| 16  | 1940 | 8月17日～19日    | 明治神宮水泳場                                | [ 42 ]                                                                                 |
| 17  | 1941 | （中止）         | （中止）                                      | 代替大会として東京選手権を開催                                                         |
| 18  | 1942 | 7月11日～12日    | 明治神宮水泳場                                | 兼東亜大会予選会                                                                       |
| 19  | 1943 | （中止）         | （中止）                                      |                                                                                        |
| 20  | 1944 |                  |                                               |                                                                                        |
| 21  | 1945 |                  |                                               |                                                                                        |
| 22  | 1946 | 8月9日～11日     | 宝塚プール                                    | 兼第1回国民体育大会                                                                    |
| 23  | 1947 | 8月7日～10日     | 明治神宮水泳場                                | [ 46 ]                                                                                 |
| 24  | 1948 | 8月5日～8日      | 明治神宮水泳場                                | 古橋廣之進と橋爪四郎が1500m自由形で世界新記録（未公認）                                |
| 25  | 1949 | 7月21日～24日    | 東伏見・明治神宮水泳場                        | [ 48 ]                                                                                 |
| 26  | 1950 | 7月22日～25日    | 明治神宮水泳場                                | 兼日米対抗予選                                                                         |
| 27  | 1951 | 8月10日～12日    | 大阪プール                                    | [ 50 ]                                                                                 |
| 28  | 1952 | 6月20日～22日    | 明治神宮水泳場                                | 兼ヘルシンキ五輪最終予選                                                               |
| 29  | 1953 | 7月30日～8月2日  | 明治神宮水泳場                                | アメリカ・オーストラリア・フィリピン参加                                               |
| 30  | 1954 | 8月12日～15日    | 明治神宮水泳場                                | アメリカ参加                                                                           |
| 31  | 1955 | 7月21日～24日    | 明治神宮水泳場                                | [ 54 ]                                                                                 |
| 32  | 1956 | 8月10日～12日    | 明治神宮水泳場                                | 兼メルボルン五輪予選                                                                   |
| 33  | 1957 | 8月16日～18日    | 明治神宮水泳場                                | [ 56 ]                                                                                 |
| 34  | 1958 | 8月14日～17日    | 明治神宮水泳場                                | オーストラリア参加                                                                     |
| 35  | 1959 | 7月10日～12日    | 明治神宮水泳場                                | [ 58 ]                                                                                 |
| 36  | 1960 | 7月22日～24日    | 明治神宮水泳場                                | 兼ローマ五輪最終予選                                                                   |
| 37  | 1961 | 7月28日～30日    | 明治神宮水泳場                                | アメリカ・ブラジル・アルゼンチン参加                                                   |
| 38  | 1962 | 7月25日～29日    | 大阪プール                                    | [ 61 ]                                                                                 |
| 39  | 1963 | 8月2日～5日      | 明治神宮水泳場                                | [ 62 ]                                                                                 |
| 40  | 1964 | 7月16日～19日    | 明治神宮水泳場                                | 兼東京五輪選考会                                                                       |
| 41  | 1965 | 8月28日～30日    | 代々木オリンピックプール                      | [ 64 ]                                                                                 |
| 42  | 1966 | 8月28日～30日    | 代々木オリンピックプール                      | [ 65 ]                                                                                 |
| 43  | 1967 | 8月8日～10日     | 明治神宮水泳場                                | [ 66 ]                                                                                 |
| 44  | 1968 | 8月29日～31日    | 代々木オリンピックプール                      | 兼メキシコ五輪選考会                                                                   |
| 45  | 1969 | 8月29日～31日    | 代々木オリンピックプール                      | [ 68 ]                                                                                 |
| 46  | 1970 | 8月24日～26日    | 代々木オリンピックプール                      | [ 69 ]                                                                                 |
| 47  | 1971 | 8月26日～29日    | 大阪プール                                    | [ 70 ]                                                                                 |
| 48  | 1972 | 7月21日～23日    | 代々木オリンピックプール                      | 兼ミュンヘン五輪選考会                                                                 |
| 49  | 1973 | 8月3日～5日      | 愛知・瑞穂                                    | [ 72 ]                                                                                 |
| 50  | 1974 | 7月28日～31日    | 代々木オリンピックプール                      | [ 73 ]                                                                                 |
| 51  | 1975 | 8月28日～31日    | 大阪プール                                    | アメリカ参加                                                                           |
| 52  | 1976 | 8月27日～29日    | 代々木オリンピックプール                      | カナダ参加。モントリオール五輪選考会は6月開催。                                        |
| 53  | 1977 | 8月24日～26日    | 代々木オリンピックプール                      | [ 76 ]                                                                                 |
| 54  | 1978 | 8月25日～27日    | 代々木オリンピックプール                      | [ 77 ]                                                                                 |
| 55  | 1979 | 8月4日～6日      | 大阪プール                                    | [ 78 ]                                                                                 |
| 56  | 1980 | 8月28日～31日    | 代々木オリンピックプール                      | モスクワ五輪選考会は6月開催。                                                          |
| 57  | 1981 | 8月1日～4日      | 代々木オリンピックプール                      | [ 80 ]                                                                                 |
| 58  | 1982 | 8月28日～31日    | 代々木オリンピックプール                      | [ 81 ]                                                                                 |
| 59  | 1983 | 8月4日～7日      | 代々木オリンピックプール                      | [ 82 ]                                                                                 |
| 60  | 1984 | 8月2日～4日      | 代々木オリンピックプール                      | ロサンゼルス五輪選考会は6月開催。                                                      |
| 61  | 1985 | 8月2日～4日      | 代々木オリンピックプール                      | [ 84 ]                                                                                 |
| 62  | 1986 | 8月1日～3日      | 代々木オリンピックプール                      | [ 85 ]                                                                                 |
| 63  | 1987 | 8月28日～30日    | 代々木オリンピックプール                      | [ 86 ]                                                                                 |
| 64  | 1988 | 8月5日～7日      | 代々木オリンピックプール                      | ソウル五輪選考会は6月開催。                                                            |
| 65  | 1989 | 8月4日～6日      | 代々木オリンピックプール                      | [ 88 ]                                                                                 |
| 66  | 1990 | 6月7日～10日     | 東京体育館屋内プール                          | [ 89 ]                                                                                 |
| 67  | 1991 | 6月6日～9日      | ポートアイランドSC                            | [ 90 ]                                                                                 |
| 68  | 1992 | 4月16日～19日    | 名古屋市総合体育館 （名古屋レインボープール） | 兼バルセロナ五輪選考会                                                                 |
| 69  | 1993 | 6月11日～13日    | 静岡県立水泳場                                | [ 92 ]                                                                                 |
| 70  | 1994 | 6月9日～12日     | 東京辰巳国際水泳場                            | [ 93 ]                                                                                 |
| 71  | 1995 | 6月9日～11日     | 福山市緑町公園屋内競技場                      | [ 94 ]                                                                                 |
| 72  | 1996 | 4月4日～7日      | 東京辰巳国際水泳場                            | 兼アトランタ五輪選考会                                                                 |
| 73  | 1997 | 6月13日～15日    | 東京辰巳国際水泳場                            | [ 96 ]                                                                                 |
| 74  | 1998 | 6月11日～14日    | 東京辰巳国際水泳場                            | [ 97 ]                                                                                 |
| 75  | 1999 | 6月10日～13日    | 東京辰巳国際水泳場                            | [ 98 ]                                                                                 |
| 76  | 2000 | 4月18日～23日    | 東京辰巳国際水泳場                            | 兼シドニー五輪選考会                                                                   |
| 77  | 2001 | 4月19日～22日    | 横浜国際プール                                | [ 100 ]                                                                                |
| 78  | 2002 | 6月11日～16日    | 東京辰巳国際水泳場                            | [ 101 ]                                                                                |
| 79  | 2003 | 4月22日～27日    | 東京辰巳国際水泳場                            | [ 102 ]                                                                                |
| 80  | 2004 | 4月20日～25日    | 東京辰巳国際水泳場                            | 兼アテネ五輪選考会                                                                     |
| 81  | 2005 | 4月21日～24日    | 横浜国際プール                                | [ 105 ]                                                                                |
| 82  | 2006 | 4月20日～23日    | 東京辰巳国際水泳場                            | [ 106 ]                                                                                |
| 83  | 2007 | 4月5日～8日      | 千葉県国際総合水泳場                          | [ 107 ]                                                                                |
| 84  | 2008 | 4月15日～20日    | 東京辰巳国際水泳場                            | 兼北京五輪選考会                                                                       |
| 85  | 2009 | 4月16日～19日    | 古橋廣之進記念浜松市総合水泳場                | [ 109 ]                                                                                |
| 86  | 2010 | 4月13日～18日    | 東京辰巳国際水泳場                            | [ 110 ]                                                                                |
| 87  | 2011 | 4月9日～11日     | 古橋廣之進記念浜松市総合水泳場                | 日本選手権としては中止。ただし国際大会代表選手選考会兼震災チャリティー大会として開催。 |
| 88  | 2012 | 4月2日～8日      | 東京辰巳国際水泳場                            | 兼ロンドン五輪選考会                                                                   |
| 89  | 2013 | 4月11日～14日    | 新潟県立長岡屋内総合プール                    | [ 113 ]                                                                                |
| 90  | 2014 | 4月10日～13日    | 東京辰巳国際水泳場                            | [ 114 ]                                                                                |
| 91  | 2015 | 4月7日～12日     | 東京辰巳国際水泳場                            | [ 115 ]                                                                                |
| 92  | 2016 | 4月4日～10日     | 東京辰巳国際水泳場                            | 兼リオ五輪選考会                                                                       |
| 93  | 2017 | 4月13日～16日    | 名古屋市総合体育館 （日本ガイシアリーナ）     | [ 118 ]                                                                                |
| 94  | 2018 | 4月3日～8日      | 東京辰巳国際水泳場                            | [ 119 ]                                                                                |
| 95  | 2019 | 4月2日～8日      | 東京辰巳国際水泳場                            | [ 120 ]                                                                                |
| 96  | 2020 | 12月3日～6日     | 東京アクアティクスセンター                    | 本来は4月に兼東京五輪選考会として開催予定だった                                        |
| 97  | 2021 | 4月3日～10日     | 東京アクアティクスセンター                    | 兼東京五輪選考会                                                                       |
| 98  | 2022 | 4月28日～5月1日  | 横浜国際プール                                |                                                                                        |
| 99  | 2023 | 4月4日～9日      | 東京アクアティクスセンター                    | 兼世界水泳福岡2023兼杭州アジア大会選考会                                               |
| 100 | 2025 | 3月20日～23日    | 東京アクアティクスセンター                    | 兼世界水泳シンガポール2025選考会                                                       |